# 书城
《書城》，原本是上海文藝出版社旗下的一本附屬刊物，後來編輯部遷至广州並進行改革後漸為人所認識，是一本綜合性、人文性的中文月刊。
1993年創刊，1998年撥歸上海三联书店，2000年因市場反應欠佳而停刊。2001年11月復刊，由上海三联书店和《21世纪经济报道》合辦，因持續虧蝕，於2005年12月再次停刊，2006年6月又再次復刊，由解放日报报业集团接辦。
有評論認為此書風格極力模仿美國的《紐約客》雜誌，書城有相類有似的欄目例如：资讯、专题、记录、批评（书籍、文学、電影、音乐和建筑）、作家特辑 、原创文學（小说、游记、随笔、译文、诗歌、专栏、評论和卡通）。其中卡通部份更常刊載經授權翻譯的原版紐約客雜誌的漫畫。各不同欄目常有名家撰稿，但是评价不一，有年青讀者認為文章很艱澀；較年長的會認為它太時髦，很難接受。
書城曾經有過三次大改革，每一次都是改變辦刊宗旨。第一次為辦類似的中文雜誌；第二次為“再现文字之美”；第三次為“办成一个大众的人文杂志，因此会更注重资讯性和服务性”。